# Kostel svatého Václava (Stonařov)
Kostel svatého Václava se nachází v centru městyse Stonařov. Kostel je farním kostelem římskokatolické farnosti Stonařov. Jde o barokní jednolodní stavbu s gotickým jádrem, kostel je stavbou s polygonálním závěrem a s hranolovou věží. Kostel je v rámci areálu spolu s kapličkou a karnerem chráněn jako kulturní památka České republiky. Kostel stojí na místě bývalého zrušeného hřbitova a u vchodu kostela jsou zazděny tři náhrobky z původního hřbitova.

## Historie
Kostel pochází ze 13. století, kdy bylo postaveno původní jádro, kostel pak byl ve 14. století přestavěn do gotické podoby. V roce 1591 byl upraven a v roce 1598 byla kostelu přistavěna věž. V roce 1804 byl kostel značně rekonstruován a rozšířen, v tu dobu byl zaklenut presbytář a také byla nově zaklenuta kostelní loď. Roku 1878 byl zrušen hřbitov ležící kolem kostela. V roce 1893 pak byl kostel znovu rekonstruován, stejně tak i v roce 1913. Náhrobky byly do zdi blízko vchodu kostela zazděny při drobné úpravě v roce 1949.
Součástí areálu je i kaplička, která byla postavena kolem roku 1700.